# Indya Moore
Indya Adrianna Moore (Nueva York, 17 de enero de 1995) es una actriz, modelo y activista por los derechos de las personas trans estadounidense. Es conocida por su papel de Angel Evangelista en la serie de televisión de la cadena FX Pose. La revista Time la nombró una de las 100 personas más influyentes del mundo en 2019. Moore es una persona transgénero y no binaria.

## Biografía
Originaria del Bronx, la madre de Indya Moore es puertorriqueña y su padre es originario de República Dominicana. A la edad de 14 años, Moore dejó la casa de sus padres debido a la transfobia de los mismos, y entró en un programa de cuidado de crianza. Moore se mudó con frecuencia durante este tiempo, eventualmente viviendo en los cinco distritos de la ciudad de Nueva York. Después de recibir acoso con frecuencia, abandonó la escuela secundaria durante su segundo año. Comenzó a trabajar como modelo a la edad de 15 años, y finalmente obtuvo su Diploma de Equivalencia General (GED).

## Carrera artística
Moore se convirtió en modelo a la edad de 15 años y comenzó a trabajar para Dior y Gucci, a pesar de ser considerada como una opción arriesgada para la industria de la moda.
Moore conoció al legendario bailarín y veterano de la escena ballroom José Gutiérrez Xtravaganza mientras hacía los antecedentes de la serie de televisión The Get Down. La animó a seguir actuando y envió a Moore a una audición para la película independiente Saturday Church. Moore consiguió el papel de Dijon, y la película se proyectó en el Festival de Cine de Tribeca. The Hollywood Reporter llamó a la película "dulce y conmovedora".
A principios de 2017, Moore participó en la New York Fashion Week y fue fotografiada para Vogue España. Ese año, apareció en el vídeo musical de Katy Perry para su sencillo «Swish Swish», y actuó en vivo con Perry en el episodio del 20 de mayo de 2017 de Saturday Night Live, donde fue acreditada como miembro de la Casa de Xtravaganza.

### Pose
A finales de 2017, Moore apareció en Pose, serie de televisión de FX dirigida por Ryan Murphy sobre la cultura del baile de la ciudad de Nueva York a fines de la década de 1980. Moore interpreta a Angel Evangelista, una trabajadora sexual transgénero que se une a la Casa de Evangelista después de salir de la Casa de la Abundancia con su amiga Blanca (interpretada por MJ Rodriguez).
La serie se estrenó el 3 de junio de 2018 y fue aclamada por la crítica. La primera temporada contó con el mayor elenco de actrices transgénero de la historia (más de 50) para una serie de televisión. El 12 de julio de 2018, se anunció que la serie se había renovado para una segunda temporada, que se estrenó en junio de 2019.

### Otros proyectos
Como modelo en 2018, Moore firmó un contrato con IMG Models y William Morris Endeavor (WME). Su contrato fue el primero firmado por WME con una actriz trans. También comenzó la productora Beetlefruit Media, que proporciona una plataforma para historias sobre grupos privados de sus derechos. Ha trabajado con Nicolas Ghesquière para Louis Vuitton, ha participado en una campaña publicitaria para Calvin Klein y es la imagen de una marca australiana de bikinis, Ziah.
En mayo de 2019, Moore se convirtió en la primera persona transgénero en aparecer en la portada de la versión estadounidense de la revista Elle. También ha aparecido en Teen Vogue y L'Officiel, y ha realizado editoriales para W, Vogue, GQ y Glamour.
Moore ha aparecido en el vídeo musical «Don't Pull Away» de J.View en 2017, y en el video «Saint» de Dev Hynes en 2018.

Moore aparecerá en la próxima serie de televisión de terror, Magic Hour, una recreación de Frankenstein de Mary Shelley dirigida por Che Grayson y filmada en Tokio, en la que interviene como productora ejecutivo. Moore aparecerá en el cortometraje Spot.

## Vida personal
Moore ha hablado abiertamente sobre sus luchas de por vida con la intimidación y la transfobia que le llevó a abandonar su hogar a los 14 años y abandonar la escuela en el décimo grado.
En diciembre de 2018, Moore publicó un tuit en el que declaraba ser una persona poliamorosa.
En una entrevista con la coprotagonista de Pose, Mj Rodriguez, Moore habló sobre como, a pesar de identificarse como no binaria, ser vista como una mujer significa que todavía está sujeta a la misma "vigilancia y escrutinio" que las mujeres, y habla sobre el uso de la moda para recuperar ese poder.

## Filmografía

### Películas
| Año  | Título                                  | Papel                  |
| ---- | --------------------------------------- | ---------------------- |
| 2017 | Saturday Church                         | Dijon                  |
| 2017 | Spot                                    | Mujer de negocios      |
| 2019 | Queen & Slim                            | Goddess                |
| 2020 | The One                                 | Doctora Watkins        |
| 2020 | Magic Hour                              | Bella                  |
| 2020 | Guía de una niñera para cazar monstruos | Peggy Drood            |
| 2021 | Escape Room: Tournament of Champions    | Brianna Collier Nikols |
| 2023 | Nimona                                  | Alamzapam Davis (voz)  |
| 2023 | Aquaman y el Reino Perdido              | Karshon                |
| 2024 | Ponyboi                                 | Charlie                |

### Televisión
| Año         | Título                       | Papel             | Notas                                       |
| ----------- | ---------------------------- | ----------------- | ------------------------------------------- |
| 2018 – 2021 | Pose                         | Angel Evangelista | 25 episodios                                |
| 2019 – 2020 | Steven Universe Future       | Shep              | Apareció en el episodio "Little Homeschool" |
| 2023        | Moon Girl and Devil Dinosaur | Brooklyn (voz)    | 2 episodios                                 |
| 2025        | The Sandman                  | Wanda Mann        | 2 episodios                                 |